# Helina nigrita
Helina nigrita este o specie de muște din genul Helina, familia Muscidae, descrisă de Malloch în anul 1920. Conform Catalogue of Life specia Helina nigrita nu are subspecii cunoscute.